# Baurampe
Altägyptische Baurampen waren meist auf beiden Seiten von Stützmauern aus Bruchstein oder Ziegeln eingefasst. Sie sind in zahlreichen Beispielen bei den Pyramiden der 3. und 4. Dynastie, den Pyramiden des Mittleren Reiches und Tempeln des Neuen Reiches nachgewiesen und im Grab des Rechmire dargestellt. Das Rampeninnere war häufig durch Einlage schwerer Balken (oft alte Schiffsbalken) gefestigt. Diese bildeten nicht den Belag der Rampen, sondern waren von einer zementharten Mörtel- und Splittschicht, der eigentlichen Arbeitsoberfläche, bedeckt.
Die Rampen waren durchschnittlich 10 Ellen breit (5,25 m) und hatten einen Steigungswinkel zwischen 10° und 17°. Im Papyrus Anastasi I wurde eine theoretische Ziegel-Baurampe von 400 m Länge und 30 m Höhe beschrieben.
In den Steinbruchgegenden existierten zahlreiche Beispiele für Transportstraßen und Verladerampen, von denen meist nur noch seitliche Stützmauern aus Bruchsteinpackungen erhalten sind. Die längste bekannte Straße maß 10 km und führte von den Basaltbrüchen des Gebel Qatrani zum Faijum-See. Beim nubischen Mirgissa wurde eine 77 m lange Schiffsschleife aus dem Mittleren Reich gefunden. Dabei handelte es sich um eine aus Holz und Lehm gefestigte Straße, auf der bis zu 3 m breite Schiffe über das Land gezogen wurden, um den zweiten Katarakt zu umgehen.